# Río Drin Blanco

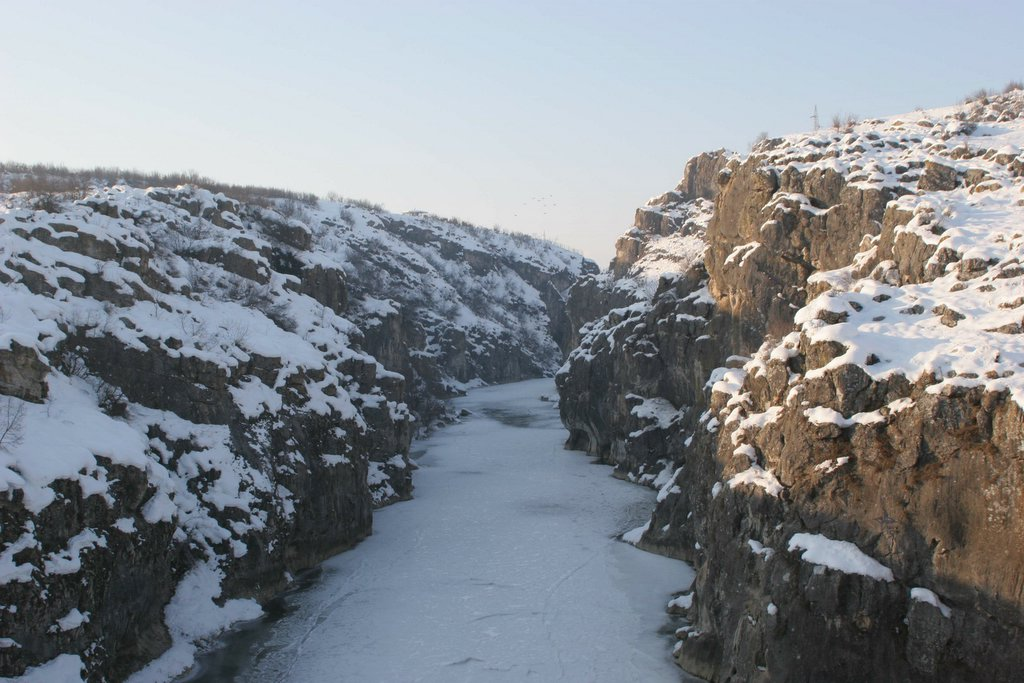
Río Drin Blanco.

El río Drin Blanco (albanés, Drini i Bardhë; serbio, Бели Дрим o Beli Drim; turco, Akdrin) es un río de la vertiente del mar Adriático que discurre por Kosovo y el norte de Albania, una corriente de agua de 175 km de largo que afluye al Drin.

## Curso

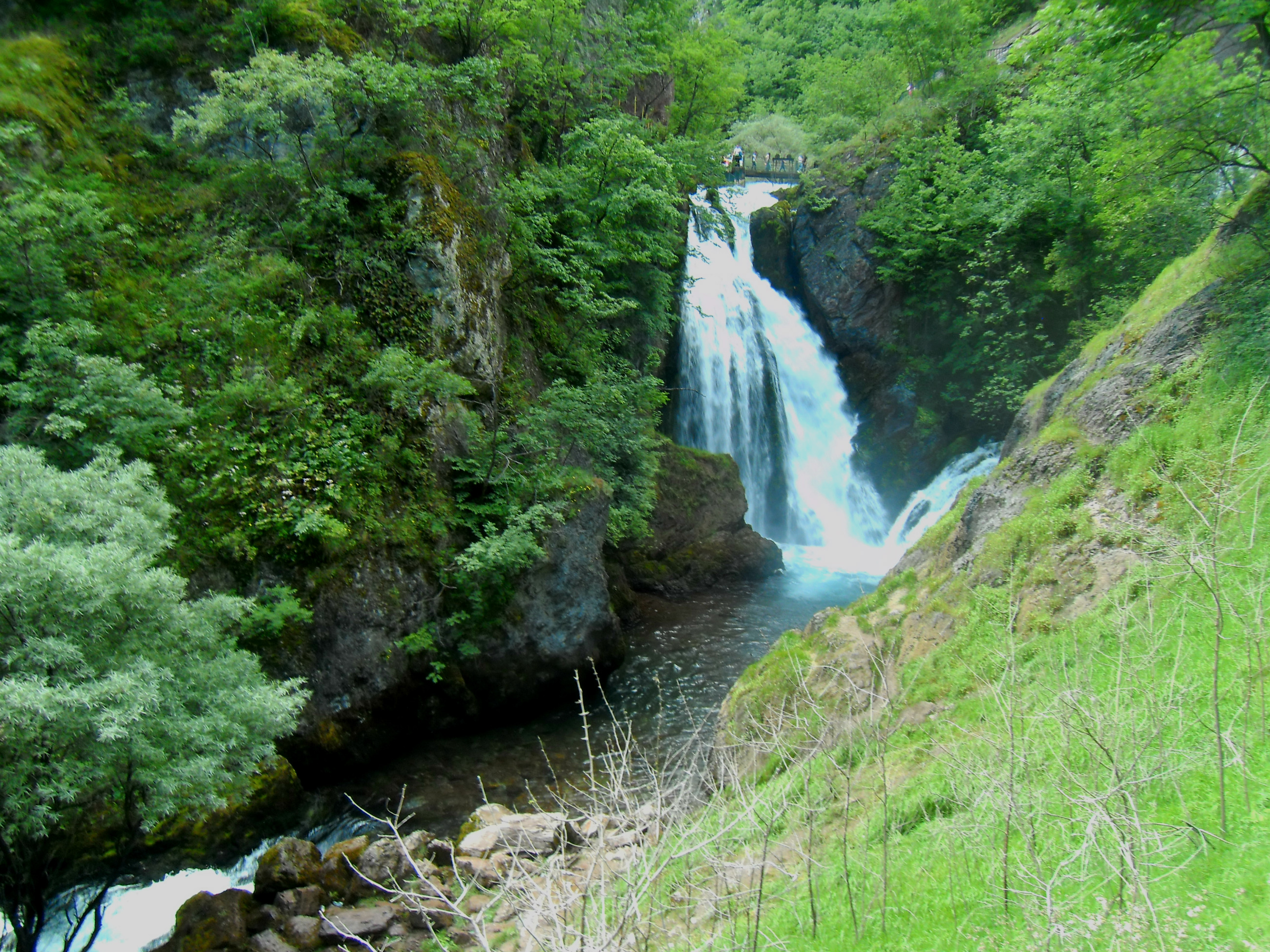
Hidrografía presente en Kosovo.

### Kosovo
La sección kosovar del Drin Blanco fluye por completo en la parte de Metojia semi-kárstica de Kosovo, en un curso en forma de arco de 156 km de largo. El río tiene su origen en las vertientes meridionales del monte Žljeb, al norte de la ciudad de Peć. La corriente es originariamente un río de hundimiento que con el tiempo surge de un fuerte pozo y cae por una cascada de 25 metros de alto llamada la cascada del Drin Blanco cerca del pueblo de Radovac.
El Drin Blanco primero fluye hacia el este, luego al balneario de Pećka banja y los pueblos de Banjica, Trbuhovac y Zlokućane, donde recibe al río Istočka por la izquierda y se vuelve hacia el sur. El resto del curso atraviesa la parte central, muy fértil y densamente poblada, de la Metojia (región de Podrima), pero extrañamente, no hay ni siquiera un gran asentamiento en el propio río, a pesar de que hay muchos pueblos pequeños a lo largo del río. Las ciudades más grandes están a kilómetros del río (Peć, Đakovica, Prizren) mientras que algunas ciudades más pequeñas, como Klina, y grandes pueblos (Velika Kruša, Đonaj) están más cerca de él. El Drin Blanco también crea la pequeña garganta del Drin Blanco en Kosovo.
El Drin Blanco recibe muchos afluentes relativamente largos: Pećka Bistrica, Dečanska Bistrica, Prue potok y Erenik por la derecha; Istočka, Klina, Miruša, Rimnik, Topluga y Prizrenska Bistrica por la izquierda.
La parte kosovar de la cuenca hidrográfica del Drin Blanco comprende 4.360 kilómetros cuadrados. Aquí las aguas del río se usan para depuradoras de las grandes ciudades cercanas, irrigación y producción de energía hidroeléctrica, especialmente en lo que son sus afluentes por la derecha. En la frontera de Vrbnica-Shalqin, el río entra en la región albanesa oriental de Trektan.

### Albania
La sección albanesa del río es de 19 kilómetros de largo, con una cuenca de 604 kilómetros cuadrados. No hay asentamientos en el río, y recibe al río Lumë por la izquierda (que también tiene su origen en Metojia, de varios ríos en la región de Gora. Finalmente, el Drin Blanco alcanza la ciudad de Kukës donde se encuentra con el Drin Negro y forma el Drin, que fluye al mar Adriático; así, el Drin Blanco pertenece a la cuenca hidrográfica del mar Adriático. El río no es navegable.
Toda la sección albanesa (y parte de la kosovar) está inundada por el artificial lago Fierza.